# Paul Jan van de Wint
Paul Jan van de Wint (Amstelveen, 11 mei 1962) is een Nederlandse radio- en televisiepresentator en programmamaker. Van de Wint werkte als freelance programmamaker en cameraman voor de VPRO televisie toen hij in 1992 Rob Muntz leerde kennen.
Vanuit het simpele idee dat Muntz eigenlijk wel op Willibrord Frequin leek, stalkten Muntz en Van de Wint enige dagen Frequins familie, zijn buren en uiteindelijk Frequin zelf. 
Bij Emile Ratelband bleek deze werkwijze zo effectief en ontmaskerend te zijn dat hij zijn zelfbeheersing verloor en compleet door het lint ging. 
Van de Wint had voor het geluid zijn neefje Gijs van de Wint, beter bekend als een van `De Broertjes`, opgeleid.
De televisieprogramma's van Muntz en Van de Wint zijn altijd controversieel en lokken heftige reacties uit. Werden Muntz en Van de Wint in 1999 met hun TV-Dominee-creatie nog bejubeld binnen de VPRO gelederen, in 2000 werden zij verguisd met hun Hitler-creatie. Muntz, verkleed als Adolf Hitler, en Van de Wint togen naar Wenen, Oostenrijk en pasten daar hun vertrouwde methode toe. Zij gingen de confrontatie aan met de FPÖ van Jörg Haider, die vaak als extreemrechts wordt gezien. De reacties op de scène met jonge orthodoxe joden waren verwoestend. Ze mochten hierna geen programma's meer maken van de VPRO.
In 2001 werden nog drie programma's verwezenlijkt onder de noemer Muntz Actueel. Maar deze televisieprogramma's werden nooit uitgezonden.
Deel 1: De Rijdende Hufter, deel 2: De Grote Interprovinciale Oranje Quiz en deel 3, Islam Actueel. In 2002 kwamen Muntz en Van de Wint terug met de elfdelige talkshow Normen en Waarden gesponsord door Chick en alleen uitgezonden door AT5 in Amsterdam. In datzelfde jaar vertrokken Muntz en Van de Wint voor de RVU naar Zuid-Afrika om de jacht op exotische diersoorten plastisch in beeld te brengen.